# Otto Schenking
Otto Schenking herbu Trąby tertio (ur. 1554 w Inflantach, zm. 20 czerwca 1637 w Sulejowie) – duchowny katolicki, biskup inflancki konsekrowany w Wilnie w 1593 roku. Z nadania króla Zygmunta III Wazy komendantariusz opactwa cystersów w Sulejowie oraz klasztoru norbertanów w Witowie (od 1613 roku). 

## Życiorys
Studiował w Krakowie i w Niemczech. Po porzuceniu protestantyzmu został proboszczem w Wenden. 
W 1589 roku był sygnatariuszem ratyfikacji traktatu bytomsko-będzińskiego na sejmie pacyfikacyjnym.
Za jego rządów jego diecezja została włączona do metropolii gnieźnieńskiej. W 1614 ufunfował kolegium jezuitów w Wenden (działało do 1625). Wygnany przez Szwedów z Inflant w 1625 roku w czasie wojny polsko-szwedzkiej, wyjechał do Rzymu. Osiadł w opactwie sulejowskim. Za czasów jego zarządu oba klasztory zostały znacznie rozbudowane. 
Kasper Niesiecki w swoim Herbarzu tak o nim napisał: to pewna, że był pasterz osobliwszego w obyczajach ułożenia i życia przykładnego, w r. 1597. ponieważ senat Rygski zakazał był, żeby nikt studentom naszym, gospód nie najmował, Otto dom dostatni skupił, dla ich rezydencyi, gdzie pięciu ich swoim kosztem chował. Annuae Societ. tęż dobroczynność i w Derpcie naszym OO. świadczył, mąż w naukach się kochający.
Biskup Otto Schenking był bratem Jerzego, kasztelana wendeńskiego.